# Kathleen Pruitt
Kathleen Pruitt (26 de diciembre de 1982) es una deportista estadounidense que compitió en ciclismo de montaña en la disciplina de descenso. Ganó una medalla de bronce en el Campeonato Mundial de Ciclismo de Montaña de 2009.

## Palmarés internacional
| Campeonato Mundial | Campeonato Mundial   | Campeonato Mundial | Campeonato Mundial |
| Año                | Lugar                | Medalla            | Competición        |
| ------------------ | -------------------- | ------------------ | ------------------ |
| 2009               | Camberra (Australia) | Medalla de bronce  | Descenso           |